# Zacapalco (Guerrero)
Zacapalco es una localidad del estado mexicano de Guerrero. Es parte del municipio de Buenavista de Cuéllar.

## Toponimia
El nombre «Zacapalco» proviene de los términos en náhuatl: zacapalli, zacapale; co, lugar. Su significado es «Lugar de zacapales».

## Demografía
| Gráfica de evolución demográfica |
|                                  |

| Censo | Población |
| ----- | --------- |
| 1950  | 78        |
| 1960  | 224       |
| 1970  | 308       |
| 1980  | 529       |
| 1990  | 802       |
| 2000  | 1 011     |
| 2010  | 892       |
| 2020  | 1 016     |